# Telamonia virgata
Telamonia virgata är en spindelart som beskrevs av Simon 1903. Telamonia virgata ingår i släktet Telamonia och familjen hoppspindlar. Inga underarter finns listade i Catalogue of Life.